# 韦爱
韦爱（？—？），字孝友，京兆郡杜陵县（今陕西省西安市）人，出自京兆韦氏东眷，南齐、南梁官员。

## 生平
韦爱的高祖韦广是西晋后军将军、北平郡太守。曾祖韦轨在晋孝武帝司马曜太元初年南迁到襄阳郡，担任雍州别驾、散骑侍郎，祖父韦公循是刘宋义阳郡太守，父亲韦义正很早就去世。
韦爱沉静有器量，年幼失去父亲后侍奉母亲以孝顺闻名，个性清高耿直，不随便交往，专心好学，总是独坐陋室，一心攻读古书，屋内桌椅结满灰尘，寂静的像是没有人一样。韦爱虚岁十二时，曾经去京城建康游玩，正赶上皇帝到南苑出游，大街小巷热闹非凡，男女老幼争相观看，唯独韦爱端坐读书，手不释卷，京兆韦氏的族人看见他这样，无不惊异。韦爱长大成人后，博学有文才，尤其精通《周易》和《春秋左氏传》的义理。
袁顗出任雍州刺史时，征召韦爱担任主簿。韦爱遇到母亲去世，他在墓旁搭建小屋，亲自背土筑坟。萧衍到雍州后听说这件事，亲自前往吊唁。韦爱在服丧结束后被萧衍征召为中兵参军。萧衍起兵后，任命韦爱为壮武将军、冠军南平王萧宝攸司马，兼任襄阳县县令。当时京城建康还未平定，雍州空虚，魏兴郡太守颜僧都等人占据魏兴郡反叛，州内百姓惊慌失措，怀有二心。韦爱沉着机敏又有谋略，向来为州中军民所信服，韦爱推心置腹安抚百姓，分析敌我形势的变化，招募乡里勇士，得到一千多人在始平郡南部与颜僧都等人交战，大败敌军，百姓得以安宁。
萧颖胄死后，齐和帝萧宝融在襄阳郡征召士兵，韦爱跟随萧憺前往。在此之前，巴东郡太守萧惠训的儿子萧璝、巴西郡太守鲁休烈发兵来进攻荆州。萧憺到了以后，命令韦爱写信劝谕他们，萧璝当日就请求投降。
中兴二年（502年），韦爱跟随齐和帝沿着长江东下。梁武帝萧衍接受禅让后，韦爱进号辅国将军，仍为骁骑将军，很快担任宁蜀郡太守，与益州刺史邓元起一起沿着长江向西进攻刘季连，行进到公安县，韦爱在半路因病去世，朝廷赠予卫尉卿。韦爱的儿子韦乾向，官至骁骑将军、征北长史、汝阴郡锺离郡二郡太守。

## 家庭

### 儿子
- ，骁骑将军、征北长史、汝阴郡锺离郡二郡太守

### 孙子
- 韦翙，南陈宣城郡太守、清源县侯